# Vraincourt
Vraincourt és un municipi francès situat al departament de l'Alt Marne i a la regió del Gran Est. L'any 2007 tenia 95 habitants.

## Demografia

### Població
El 2007 la població de fet de Vraincourt era de 95 persones. Hi havia 32 famílies de les quals 8 eren unipersonals (8 homes vivint sols), 12 parelles sense fills i 12 parelles amb fills.
La població ha evolucionat segons el següent gràfic:
Habitants censats

### Habitatges
El 2007 hi havia 42 habitatges, 36 eren l'habitatge principal de la família i 6 estaven desocupats. 38 eren cases i 4 eren apartaments. Dels 36 habitatges principals, 28 estaven ocupats pels seus propietaris, 6 estaven llogats i ocupats pels llogaters i 2 estaven cedits a títol gratuït; 1 tenia dues cambres, 5 en tenien tres, 6 en tenien quatre i 24 en tenien cinc o més. 29 habitatges disposaven pel capbaix d'una plaça de pàrquing. A 10 habitatges hi havia un automòbil i a 23 n'hi havia dos o més.

### Piràmide de població
La piràmide de població per edats i sexe el 2009 era:
| Homes | Edats   | Dones |
| ----- | ------- | ----- |
| 0     | 95 o +  | 0     |
| 0     | 90 a 94 | 0     |
| 0     | 85 a 89 | 0     |
| 4     | 80 a 84 | 0     |
| 0     | 75 a 79 | 4     |
| 0     | 70 a 74 | 4     |
| 4     | 65 a 69 | 0     |
| 0     | 60 a 64 | 0     |
| 0     | 55 a 59 | 0     |
| 4     | 50 a 54 | 4     |
| 8     | 45 a 49 | 4     |
| 0     | 40 a 44 | 4     |
| 12    | 35 a 39 | 8     |
| 0     | 30 a 34 | 4     |
| 0     | 25 a 29 | 0     |
| 4     | 20 a 24 | 0     |
| 12    | 15 a 19 | 4     |
| 8     | 10 a 14 | 12    |
| 0     | 5 a 9   | 0     |
| 0     | 0 a 4   | 0     |

## Economia
El 2007 la població en edat de treballar era de 53 persones, 41 eren actives i 12 eren inactives. De les 41 persones actives 39 estaven ocupades (22 homes i 17 dones) i 2 estaven aturades (2 dones i 2 dones). De les 12 persones inactives 7 estaven jubilades, 3 estaven estudiant i 2 estaven classificades com a «altres inactius».
Activitats econòmiques
L'únic establiment que hi havia el 2007 era d'una empresa de comerç i reparació d'automòbils.
L'únic establiment comercial que hi havia el 2009 era una floristeria.

## Poblacions més properes
El següent diagrama mostra les poblacions més properes.